# چشمه کان‌زرد
چشمه کان‌زرد از جمله چشمه‌های شهرستان ممسنی در استان فارس است.
این چشمه در دهستان دشمن‌زیاری ممسنی واقع است.